# Enchant
Enchant é uma banda americana de rock progressivo influenciada por Rush, Dream Theater, Marillion, Yes, Queensryche. A banda tem uma relação de amizade com o Marillion, e com o Dream Theater (banda para quem eles já chegaram a abrir concertos).

## Histórico
As origens de Enchant remontam ao final da década de 1980, quando a banda era conhecida como Mae Dae. Em 1993 eles foram para o estúdio para gravar "A Blueprint Of The World". Foi produzido por Paul A Schmidt. A banda está muito descontente com a produção chamada Steve Rothery de Marillion para ajudar a co-produzir o álbum com Douglas Ott e Paul Craddick. Rothery adicionou algumas guitarras e remixou algumas músicas. Um pequeno selo alemão, Dream Circle, havia garantido os direitos deste álbum. A banda excursionou pela Europa em 1993, e o álbum foi mais tarde relançado com um livreto extenso e um segundo disco com demos de seu primeiro álbum.
 Wounded  (1996) os ajudou a atrair novos fãs.  Time Lost  (1997) foi lançado para uma turnê com Dream Theater. Tinha quatro novas faixas e material inédito.  Break  (1998) foi promovido ao vivo no palco com Spock's Beard e depois com Marillion. Esses álbuns marcaram uma partida do primeiro álbum deles. Juggling 9 Or Dropping 10 foi lançado em 2000. Dois membros da banda saíram depois que o álbum foi finalizado.

## Membros
- Ted Leonard - vocal
- Douglas A. Ott - guitarra
- Ed Platt - baixo
- Bill Jenkins - teclados
- Sean Flanegan - bateria

## Discografia
- A Blueprint of the World (1995)
- Wounded (1996)
- Time Lost (1998)
- Break (1998)
- Juggling 9 or Dropping 10 (2000)
- Blink of an Eye (2002)
- Tug of War (2003)
- Live at Last (2004) (DVD/CD)